# Edgaras Žarskis
Edgaras Žarskis (ur. 4 maja 1994 w Wilnie) – litewski piłkarz grający na pozycji obrońcy, zawodnik.

## Życiorys

### Kariera klubowa
Karierę rozpoczął w juniorskiej drużynie Žalgrisu Wilno. Profesjonalnie zaczął grać w piłkę nożną w drużynie Zielono-białych, wiosną 2011 roku. Przebywał w tej drużynie do 2012 roku, kiedy to odszedł do innego litewskiego klubu Atlantasu Kłajpeda. W 2016 roku przeszedł do FK Palanga. Następnie pół roku później zmienił klub na FK Jonava. Przebywał tam 8 miesięcy, po czym powrócił do klubu z Kłajpedy. 15 lipca zmienił klub na azerbejdżański Səbail Baku. Od 27 lutego 2018 do 18 sierpnia 2018 roku grał dla polskiej Bytovii Bytów. Od 18 sierpnia 2018 był zawodnikiem białoruskiego klubu FK Haradzieja. W 2020 grał dla FK Tukums 2000.
20 lipca 2020 podpisał kontrakt z łotewskim klubem FK Spartaks Jurmała, umowa do 31 grudnia 2020.

### Kariera reprezentacyjna
15 października 2013 zadebiutował w reprezentacji Litwy U-21 przeciwko reprezentacji Anglii U-21.

## Sukcesy

### Klubowe
FK Žalgiris Wilno
- Zdobywca drugiego miejsca w A lyga: 2011
- Zwycięzca w Pucharze Litwy: 2011/2012

Atlantas Kłajpeda
- Zdobywca drugiego miejsca w A lyga: 2013
- Zdobywca drugiego miejsca w Pucharze Litwy: 2014/2015